# GP2 Series
La GP2 Series (abreviada GP2) fue una competición de automovilismo de velocidad creada en el año 2005 para sustituir al hasta entonces «trampolín» de la Fórmula 1, la Fórmula 3000. En marzo de 2017 cambió su denominación tradicional a Campeonato de Fórmula 2 de la FIA para crear un nuevo campeonato FIA.
Diseñada para hacer carreras igualadas entre los equipos y un entrenamiento ideal para la vida en la Fórmula 1, la GP2 fue una categoría monomarca, lo que obligaba a los equipos a usar el mismo chasis, el mismo motor y los mismos neumáticos, para que se demostrase la habilidad del piloto.
Además de este campeonato basado en Europa, existió una serie paralela en el continente asiático denominada GP2 Asia Series, desde la temporada 2008 hasta 2011. Se disputaba durante el descanso de la categoría europea, usualmente entre diciembre y marzo, con los mismos equipos y varios pilotos de la categoría europea. La GP2 Asia Series acompañó en algunas de sus citas a la Speedcar Series, al V8 Supercars Australiano y a la propia Fórmula 1.
Desde su creación, la mayoría de los debutantes en la Fórmula 1 han provenido de la GP2, destacándose Lewis Hamilton y Nico Rosberg, aunque ha habido excepciones tales como Paul di Resta, Sebastian Vettel, Daniel Ricciardo, Valtteri Bottas, Kevin Magnussen, Daniil Kvyat, Carlos Sainz Jr. y Max Verstappen, que no disputaron la categoría.

## Monoplaza

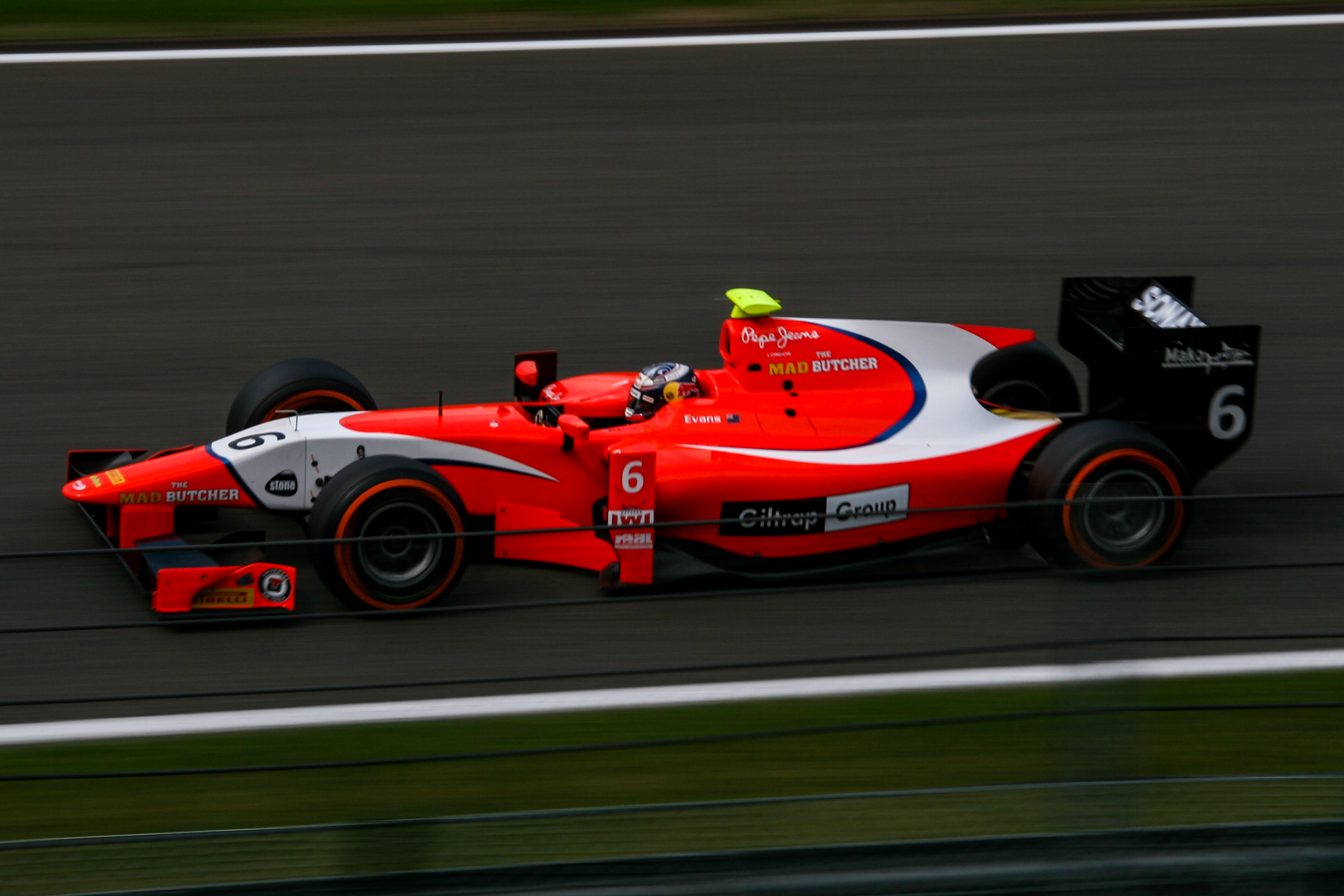
Monoplaza modelo 2013 pilotado por Mitch Evans, del equipo Arden International, durante una sesión de entrenamientos en Spa-Francorchamps.

Todos los equipos de GP2 usaban el mismo monoplaza, con un chasis de Dallara empujado por un motor V8 de Renault (Mecachrome) y neumáticos Pirelli.[cita requerida]
Chasis
La especificación desde el inicio de la competición del monoplaza de GP2 fue diseñado por Dallara. El coche de GP2 desde 2006 llevó un alerón trasero biplano, usándose el alerón triplano de 2005 en la carrera de Mónaco. Se reforzaron las horquillas superior e inferior, así como las suspensiones verticales delantera y trasera. A partir de la temporada 2010/11 de GP2 Asia Series, Dallara proporcionó a las escuderías un nuevo chasís similar a los usados en la temporada 2010 de Fórmula 1.
Motor
El motor de gasolina V8 de 4 litros incorporaba mejoras cartográficas y de programación, diseñadas para mejorar el rendimiento de consumo de combustible. Las revoluciones de los GP2 están limitadas a 10 000 rpm y producen 580 CV (432,5 kilovatios). El sistema electrónico fue suministrado por Magneti Marelli, con un sistema de ignición CDI. La lubricación del motor es mediante cárter seco con un lubricante fabricado por Elf Aquitaine y tiene refrigeración líquida.[cita requerida]
Caja de cambios
La caja de cambios, entre los años 2009-2013, fue manufacturada por Mecachrome, una GearTek electro-hidráulica y con una bóveda de 7 posiciones con cuerpo de trinquete y actualizaciones del software al igual que un nuevo eje transversal que fija el sistema diseñado para mejorar el cambio de marchas.[cita requerida]
Neumáticos
Desde 2011 Pirelli fue el suministrador. A partir de esa temporada hubo 2 tipos diferentes de compuesto de neumáticos de seco diferenciados a simple vista por su color. La elección de los neumáticos de carrera era hecha como una decisión mutua entre el fabricante y los organizadores de GP2 antes de cada evento. Bridgestone fue durante los anteriores años el suministrador de neumáticos para GP2, del tipo Bridgestone Potenza. En la temporada 2005, estaban estriados, pero en la temporada 2006, se cambiaron por los neumáticos lisos.[cita requerida]
Otros componentes
Brembo suministró los frenos monobloque calibrados de disco que son exclusivos de GP2.[cita requerida]
El coche también llevaba mejoras de refrigeración, un nuevo radiador del agua, un radiador de conductos, un intercambiador de calor aceite/agua (intercooler), un degazer modificado del aceite, nuevos conductos de agua y aceite y un nuevo intercambiador de calor para los frenos.[cita requerida]
En las últimas 2 temporadas, se integró un sistema DRS(Drag Reduction System) que sólo podrían utilizar en las zonas marcadas y para adelantar si se encuentran a menos de 1.00 segundos del de delante. Este sistema es también fue producido por Dallara junto con el chasis.[cita requerida]

### Rendimiento
De acuerdo con las investigaciones y las pruebas de pretemporada, el modelo de 2005 podía ir de 0 a 200 km/h en 6,7 segundos. El coche tenía una velocidad máxima de 328 km/h, algo menos que un Fórmula 1, Championship Auto Racing Teams, NASCAR o IndyCar Series. Se predijo que los coches serían 8 segundos más lentos que los de Fórmula 1 en sus primeros años y lo fueron, aunque en la temporada 2010 llegaron a correr ocasionalmente a ritmo de la escudería de F1 Hispania Racing F1 Team.[cita requerida]

## Reglamento

### Formato de fecha
El viernes, los pilotos tenían 45 minutos (30 en años anteriores) de entrenamientos libres y otros 30 minutos de clasificación. La sesión de clasificación decide el orden de parrilla para la carrera del sábado, que tiene una longitud de 180 kilómetros.[cita requerida]
Durante la carrera del sábado, cada piloto tenía que realizar al menos una parada en boxes y cambiar como mínimo dos neumáticos (4 en las últimas temporadas).[cita requerida]
El domingo se disputaba una carrera corta ("sprint") de 120 kilómetros. La parrilla se decidía con el resultado del sábado, invirtiendo las primeras ocho posiciones, por tanto, el piloto que ganara la carrera salía en la octava posición, y quien quedara octavo, saldría en la pole.[cita requerida]

### Banderas
| Bandera | Color y patrones                                                     | Descripción                                                            | Presentación             | Significado |
| ------- | -------------------------------------------------------------------- | ---------------------------------------------------------------------- | ------------------------ | --- |
|         | Bandera verde                                                        | Bandera verde                                                          | Agitada                  | El peligro ha pasado y se puede volver a adelantar. Cuando el director de carrera lo requiera, se puede mostrar también durante la vuelta de calentamiento, al principio de una sesión de entrenamientos de forma simultánea en todos los puestos de señalización, cuando se anuncia la largada, previo encendido de los semáforos, o cuando entra el auto de seguridad al garaje. |
|         | Bandera roja                                                         | Bandera roja                                                           | Agitada                  | Detención de los entrenamientos o de la carrera ya sea por un accidente o por causas meteorológicas. Todos los pilotos deben reducir inmediatamente su velocidad, detenerse si es necesario y volver a los boxes —o al lugar previsto por el reglamento de la prueba—. Está prohibido adelantar. Esta bandera se muestra únicamente por orden del director de carrera. Todos los semáforos del trazado se pondrán en rojo. Si ocurre al iniciar la carrera o durante el reinicio sin completar la vuelta o al menos el primer sector, todos los pilotos deben devolverse a sus posiciones de origen desde la última vuelta sin bandera roja. |
|         | Bandera amarilla                                                     | Bandera amarilla o Precaución                                          | Agitada                  | Peligro, no se permite el adelantamiento y se debe reducir la velocidad. Puede ser mostrada a los pilotos de dos formas diferentes: - Una bandera amarilla: reducir la velocidad, no adelantar y estar preparados para variar la trazada debido a la presencia de un peligro en un borde de la pista o en una parte de la misma. - Dos banderas amarillas: reducir la velocidad, no adelantar y prepararse para variar la trazada o incluso para detenerse debido a la presencia de un peligro que obstruye la pista total o parcialmente. Se muestran normalmente en el puesto de señalización inmediatamente anterior al peligro, aunque en algunas ocasiones se pueden mostrar en más de uno. La presencia de esta bandera antes de la salida, por la imposibilidad de algún conductor de empezar, obliga a la cancelación de la salida. En ese caso, los semáforos se pondrán en amarillo. Al reiniciar, se suele realizar otra vuelta de formación. |
|         | Bandera amarilla con letreros SC o con un marcado VSC en los paneles | Virtual Safety Car o Auto de seguridad                                 | Agitada la amarilla      | El coche de seguridad —safety car en inglés— está interviniendo en la pista, por lo hay que reducir la velocidad, no adelantar, e incluso estar preparados para detenerse y variar la trazada ya que un peligro obstruye de forma total o parcial la pista. Si en los paneles aparece VSC, significa coche de seguridad virtual. Los coches tienen que ir a una velocidad reducida y controlada en todo el circuito. |
|         | Bandera amarilla con franjas rojas                                   | Bandera amarilla con franjas rojas o Bandera a rayas                   | Estática                 | Existencia en la pista de un elemento que causa disminución de la adherencia. Puede mostrarse por restos de aceite o por presencia de fragmentos de coche en pista; también se muestra en aquellas zonas del circuito donde la pista está seca y comienza a llover. Los conductores deberán reducir la velocidad en ese punto. |
|         | Bandera azul                                                         | Bandera azul                                                           | Agitada                  | Tiene varios significados según cuándo se utilice: - Siempre —en entrenamientos y carreras—: se muestra estática al final del pit lane para indicar al piloto que sale del pit lane que hay coches que se aproximan por la pista. El semáforo del pit lane también muestra una señal parpadeante luminosa azul. - En los entrenamientos: el piloto debe ceder el paso a un coche más rápido al cual se precede. - En la carrera: el piloto va a ser superado por otro piloto que ha realizado al menos una vuelta más. El piloto que será superado debe permitir el adelantamiento tan pronto como sea posible. |
|         | Bandera blanca                                                       | Bandera blanca                                                         | Agitada                  | Existe un vehículo mucho más lento en la pista, ya sea de emergencias o de carreras. |
|         | Bandera negra y blanca diagonalmente dividida                        | Bandera negra sobre blanco, Bandera dividida o Bandera de amonestación | Estática con el dorsal   | Apercibimiento por maniobra peligrosa: El piloto ha realizado una maniobra antideportiva y recibe esta sanción. Se presenta una sola vez y si el competidor reincide en la falta, se le mostrará la bandera negra. Se utiliza también cuando un piloto a excedido los límites de pista 3 veces en carrera, para advertirle que en la siguiente habrá penalización de tiempo. |
|         | Bandera negra con círculo naranja                                    | Bandera negra con círculo                                              | Estática junto al dorsal | Indica al piloto que su vehículo tiene problemas mecánicos que pueden constituir un peligro para los demás competidores y para él, por lo que deberá detenerse en su box lo antes posible. Actualmente no es muy utilizada, puesto que en estas situaciones se le muestran a los pilotos desde las pantallas del auto, si estas no fuesen segmentadas, y se suele avisar al piloto mediante radio. |
|         | Bandera negra                                                        | Bandera negra o Descalificado                                          | Estática junto al dorsal | Exclusión total de la prueba: El piloto efectuó una maniobra antideportiva de suma gravedad, por lo que es sancionado con la exclusión total de la competición. Suele ser exhibida de forma directa, o después de haberse mostrado la bandera dividida, dependiendo de la gravedad de la falta. Solo es exhibida por el comisario deportivo de la prueba. El piloto debe detenerse en su box o en el lugar designado previamente en el briefing, la próxima vez que se pase por la entrada de pit lane. En algunas ocasiones, las decisiones del comisariato respecto a una exclusión son tomadas una vez finalizada la competición, debido a la realización de análisis de la maniobra efectuada por el piloto infractor. Asimismo, se puede aplicar una exclusión durante los entrenamientos, dependiendo de la gravedad de la falta del piloto. |
|         | Bandera blanca y negra a cuadros                                     | Bandera a cuadros                                                      | Agitada                  | Final de carrera, o en su caso, de cada una de las sesiones de la competición. |

### Sistema de puntuación
2005-2011
- Pole para las carreras del sábado: 2 puntos
- Carrera del sábado: 10-8-6-5-4-3-2-1 puntos para los ocho primeros.
- Carrera del domingo: 6-5-4-3-2-1 puntos para los seis primeros.
- Los 8 mejor calificados se alinean de orden inverso, para mejorar el espectáculo en la carrera del domingo.
- Vuelta rápida: 1 punto en cada carrera (2 en la temporada 2005). El piloto que obtenga la vuelta rápida debe haber finalizado entre los 10 primeros clasificados.[cita requerida]

2012-2016
- Pole para las carreras del sábado: 4 puntos
- Carrera del sábado: 25-18-15-12-10-8-6-4-2-1 puntos para los diez primeros.
- Carrera del domingo: 15-12-10-8-6-4-2-1 puntos para los ocho primeros.
- Vuelta rápida: 2 punto en cada carrera. El piloto que obtenga la vuelta rápida debe haber finalizado entre los 10 primeros clasificados.[cita requerida]

### Circuitos
La GP2 Series visitó el Circuito Internacional de Baréin como fecha final de la temporada en 2005 de manera independiente, y como apertura de la 2007 en compañía de la Fórmula 1 en su gira por Asia. El Circuito Ricardo Tormo de Cheste, España abrió la temporada 2006 y cerró la 2007, sin la presencia de la Fórmula 1. La fecha final de la temporada 2009 sería en el Autódromo Internacional do Algarve, Portugal.
| Circuito       | 2005 | 2006 | 2007 | 2008 | 2009 | 2010 | 2011 | 2012 | 2013 | 2014 | 2015 | 2016 | Total Grandes Premios |
| -------------- | ---- | ---- | ---- | ---- | ---- | ---- | ---- | ---- | ---- | ---- | ---- | ---- | --------------------- |
| Hungaroring    |      |      |      |      |      |      |      |      |      |      |      |      | 12                    |
| Mónaco         |      |      |      |      |      |      |      |      |      |      |      |      | 12                    |
| Montmeló       |      |      |      |      |      |      |      |      |      |      |      |      | 12                    |
| Monza          |      |      |      |      |      |      |      |      |      |      |      |      | 12                    |
| Silverstone    |      |      |      |      |      |      |      |      |      |      |      |      | 12                    |
| Spa            |      |      |      |      |      |      |      |      |      |      |      |      | 11                    |
| Estambul       |      |      |      |      |      |      |      |      |      |      |      |      | 7                     |
| Yas Marina     |      |      |      |      |      |      |      |      |      |      |      |      | 6                     |
| Baréin         |      |      |      |      |      |      |      |      |      |      |      |      | 6                     |
| Hockenheimring |      |      |      |      |      |      |      |      |      |      |      |      | 6                     |
| Nürburgring    |      |      |      |      |      |      |      |      |      |      |      |      | 6                     |
| Valencia       |      |      |      |      |      |      |      |      |      |      |      |      | 5                     |
| Magny-Cours    |      |      |      |      |      |      |      |      |      |      |      |      | 4                     |
| Red Bull Ring  |      |      |      |      |      |      |      |      |      |      |      |      | 3                     |
| Sepang         |      |      |      |      |      |      |      |      |      |      |      |      | 3                     |
| Sochi          |      |      |      |      |      |      |      |      |      |      |      |      | 2                     |
| Singapur       |      |      |      |      |      |      |      |      |      |      |      |      | 2                     |
| Cheste         |      |      |      |      |      |      |      |      |      |      |      |      | 2                     |
| Imola          |      |      |      |      |      |      |      |      |      |      |      |      | 2                     |
| Bakú           |      |      |      |      |      |      |      |      |      |      |      |      | 1                     |
| Algarve        |      |      |      |      |      |      |      |      |      |      |      |      | 1                     |

## Campeones

### Pilotos
| Año  | Piloto            | Escudería            | Puntos | Margen | Segundo            | Tercero           | Ref.   |
| ---- | ----------------- | -------------------- | ------ | ------ | ------------------ | ----------------- | ------ |
| 2005 | Nico Rosberg      | ART Grand Prix       | 120    | 15     | Heikki Kovalainen  | Scott Speed       | [ 9 ]  |
| 2006 | Lewis Hamilton    | ART Grand Prix       | 114    | 12     | Nelson Piquet Jr.  | Alexandre Prémat  | [ 10 ] |
| 2007 | Timo Glock        | iSport International | 88     | 11     | Lucas di Grassi    | Giorgio Pantano   | [ 11 ] |
| 2008 | Giorgio Pantano   | Racing Engineering   | 76     | 12     | Bruno Senna        | Lucas di Grassi   | [ 12 ] |
| 2009 | Nico Hülkenberg   | ART Grand Prix       | 100    | 25     | Vitaly Petrov      | Lucas di Grassi   | [ 13 ] |
| 2010 | Pastor Maldonado  | Rapax                | 87     | 16     | Sergio Pérez       | Jules Bianchi     | [ 14 ] |
| 2011 | Romain Grosjean   | DAMS                 | 89     | 35     | Luca Filippi       | Jules Bianchi     | [ 15 ] |
| 2012 | Davide Valsecchi  | DAMS                 | 247    | 25     | Luiz Razia         | Esteban Gutiérrez | [ 16 ] |
| 2013 | Fabio Leimer      | Racing Engineering   | 201    | 20     | Sam Bird           | James Calado      | [ 17 ] |
| 2014 | Jolyon Palmer     | DAMS                 | 276    | 47     | Stoffel Vandoorne  | Felipe Nasr       | [ 18 ] |
| 2015 | Stoffel Vandoorne | ART Grand Prix       | 341.5  | 160    | Alexander Rossi    | Sergey Sirotkin   | [ 19 ] |
| 2016 | Pierre Gasly      | PREMA Racing         | 219    | 8      | Antonio Giovinazzi | Sergey Sirotkin   | [ 20 ] |

### Escuderías
| Año  | Escudería              | Puntos | Margen | Segunda              | Tercera              | Ref.   |
| ---- | ---------------------- | ------ | ------ | -------------------- | -------------------- | ------ |
| 2005 | ART Grand Prix         | 187    | 61     | Arden International  | Super Nova Racing    | [ 21 ] |
| 2006 | ART Grand Prix         | 180    | 65     | Piquet Sports        | iSport International | [ 22 ] |
| 2007 | iSport International   | 117    | 30     | ART Grand Prix       | Campos Grand Prix    | [ 23 ] |
| 2008 | Barwa Int. Campos Team | 103    | 6      | iSport International | Piquet Sports        | [ 24 ] |
| 2009 | ART Grand Prix         | 136    | 14     | Barwa Addax Team     | Super Nova Racing    | [ 25 ] |
| 2010 | Rapax                  | 114    | 5      | Barwa Addax Team     | ART Grand Prix       | [ 26 ] |
| 2011 | Barwa Addax Team       | 101    | 12     | DAMS                 | Racing Engineering   | [ 27 ] |
| 2012 | DAMS                   | 342    | 6      | Lotus GP             | Arden International  | [ 28 ] |
| 2013 | RUSSIAN TIME           | 273    | 0      | Carlin               | Racing Engineering   | [ 29 ] |
| 2014 | DAMS                   | 349    | 57     | Carlin               | ART Grand Prix       | [ 30 ] |
| 2015 | ART Grand Prix         | 410    | 168,5  | Racing Engineering   | DAMS                 | [ 31 ] |
| 2016 | PREMA Racing           | 430    | 172    | Racing Engineering   | RUSSIAN TIME         | [ 32 ] |

## Pilotos graduados

### Graduados a Fórmula 1
| Piloto              | GP2 Series | GP2 Series | GP2 Series | GP2 Series | Fórmula 1       | Fórmula 1     | Fórmula 1 | Fórmula 1 | Fórmula 1 | Fórmula 1 |
| Piloto              | Temporadas | Carreras   | Victorias  | Podios     | Temporadas      | Primer equipo | Carreras  | Victorias | Podios    | Poles     |
| ------------------- | ---------- | ---------- | ---------- | ---------- | --------------- | ------------- | --------- | --------- | --------- | --------- |
| Nico Rosberg        | 2005       | 23         | 5          | 12         | 2006–2016       | Williams      | 206       | 23        | 57        | 30        |
| Scott Speed         | 2005       | 23         | 0          | 5          | 2006–2007       | Toro Rosso    | 28        | 0         | 0         | 0         |
| Heikki Kovalainen   | 2005       | 23         | 5          | 12         | 2007–2013       | Renault       | 111       | 1         | 4         | 1         |
| Nelson Piquet, Jr.  | 2005–2006  | 44         | 5          | 13         | 2008–2009       | Renault       | 28        | 0         | 1         | 0         |
| Lewis Hamilton      | 2006       | 21         | 5          | 14         | 2007–           | McLaren       | 358       | 105       | 202       | 104       |
| Timo Glock          | 2006–2007  | 42         | 7          | 15         | 2008–2012       | Toyota        | 91        | 0         | 3         | 0         |
| Vitaly Petrov       | 2006–2009  | 69         | 4          | 11         | 2010–2012       | Renault       | 57        | 0         | 1         | 0         |
| Lucas Di Grassi     | 2006–2009  | 75         | 5          | 21         | 2010            | Virgin        | 18        | 0         | 0         | 0         |
| Sakon Yamamoto      | 2007–2008  | 21         | 0          | 1          | 2006–2007, 2010 | Spyker        | 21        | 0         | 0         | 0         |
| Kazuki Nakajima     | 2007       | 21         | 0          | 6          | 2007–2009       | Williams      | 36        | 0         | 0         | 0         |
| Sébastien Buemi     | 2007–2008  | 31         | 2          | 5          | 2009–2011       | Toro Rosso    | 55        | 0         | 0         | 0         |
| Bruno Senna         | 2007–2008  | 41         | 3          | 9          | 2010–2012       | HRT           | 46        | 0         | 0         | 0         |
| Karun Chandhok      | 2007–2009  | 61         | 2          | 5          | 2010–2011       | HRT           | 11        | 0         | 0         | 0         |
| Pastor Maldonado    | 2007–2010  | 73         | 10         | 18         | 2011–2015       | Williams      | 76        | 1         | 1         | 1         |
| Kamui Kobayashi     | 2008–2009  | 40         | 1          | 2          | 2009–2012, 2014 | Toyota        | 75        | 0         | 1         | 0         |
| Romain Grosjean     | 2008–2011  | 55         | 9          | 21         | 2009, 2012–2020 | Renault       | 179       | 0         | 10        | 0         |
| Jérôme d'Ambrosio   | 2008–2010  | 58         | 1          | 7          | 2011–2012       | Virgin        | 20        | 0         | 0         | 0         |
| Nico Hülkenberg     | 2009       | 20         | 5          | 10         | 2010, 2012–     | Williams      | 179       | 0         | 0         | 1         |
| Sergio Pérez        | 2009–2010  | 40         | 5          | 9          | 2011–2024       | Sauber        |           |           |           |           |
| Giedo van der Garde | 2009–2012  | 82         | 5          | 17         | 2013            | Caterham      | 19        | 0         | 0         | 0         |
| Charles Pic         | 2010–2011  | 38         | 3          | 8          | 2012–2013       | Marussia      | 39        | 0         | 0         | 0         |
| Max Chilton         | 2010–2012  | 62         | 2          | 4          | 2013–2014       | Marussia      | 35        | 0         | 0         | 0         |
| Jules Bianchi       | 2010–2011  | 38         | 1          | 10         | 2013–2014       | Marussia      | 34        | 0         | 0         | 0         |
| Marcus Ericsson     | 2010–2013  | 84         | 3          | 13         | 2014–2018       | Caterham      | 97        | 0         | 0         | 0         |
| Esteban Gutiérrez   | 2011–2012  | 41         | 4          | 9          | 2013–2014, 2016 | Sauber        | 59        | 0         | 0         | 0         |
| Jolyon Palmer       | 2011–2014  | 86         | 7          | 18         | 2016–2017       | Renault       | 35        | 0         | 0         | 0         |
| Felipe Nasr         | 2012–2014  | 68         | 4          | 20         | 2015–2016       | Sauber        | 40        | 0         | 0         | 0         |
| Rio Haryanto        | 2012–2015  | 90         | 3          | 7          | 2016            | Manor         | 12        | 0         | 0         | 0         |
| Alexander Rossi     | 2013–2015  | 54         | 4          | 11         | 2015            | Manor         | 5         | 0         | 0         | 0         |
| Stoffel Vandoorne   | 2014–2015  | 43         | 11         | 26         | 2016–2018       | McLaren       | 41        | 0         | 0         | 0         |
| Pierre Gasly        | 2014–2016  | 49         | 4          | 13         | 2017–           | Toro Rosso    | 155       | 1         | 5         | 0         |
| Sergey Sirotkin     | 2015–2016  | 44         | 3          | 13         | 2018            | Williams      | 21        | 0         | 0         | 0         |
| Antonio Giovinazzi  | 2016       | 22         | 5          | 8          | 2017, 2019–2021 | Sauber        | 62        | 0         | 0         | 0         |

Nota: actualizado a la carrera del  Gran Premio de China de 2025.
- En negrita los pilotos que disputan la temporada 2025 de Fórmula 1.
- En fondo rojo, los pilotos que ganaron el Campeonato Mundial de Fórmula 1.
- En fondo dorado, los pilotos que ganaron una temporada de GP2 Series.

## Temporadas

### 2005
La Temporada 2005 de GP2 Series fue la primera de la categoría, sucediendo a la extinta Fórmula 3000. Arden International ganó el último título de F3000, empezando la nueva categoría como uno de los favoritos.
La temporada 2005 empezó el 23 de abril en el fin de semana del Gran Premio de San Marino en el Circuito de Imola. Las pruebas de pretemporada sirvieron para decidir los números inaugurales de los coches, los equipos iSport International y HiTech Racing demostraron ser los más competitivos. Hitech lo fundó el campeón del mundo de Fórmula 1 Nelson Piquet para ayudar a su hijo en el camino hacia la Fórmula 1.
El campeonato duró 23 carreras, dos carreras en cada fin de semana a excepción de la ronda de Mónaco, en la que solo disputó una carrera. El campeonato lo ganó el alemán Nico Rosberg, que sería fichado por el equipo Williams para disputar temporada 2006 de Fórmula 1. ART Grand Prix ganó el campeonato de escuderías.

### 2006
Después de que el anterior campeón se fuera al equipo Williams de F1 y el segundo Heikki Kovalainen se fuera como probador al equipo Renault F1, Nelson Piquet Jr. con el equipo Piquet Sports era el máximo favorito al título, los coches del equipo ART Grand Prix de Alexandre Prémat y Lewis Hamilton también partían con buenas opciones, ya que ART era el campeón actual.
Por primera vez, la temporada empezó con un calendario separado del calendario de la Temporada 2006 de Fórmula 1, empezando en el Circuito Ricardo Tormo el 8 de abril, ganando la carrera Piquet Jr.
Piquet tomó una primera ventaja, antes de que Lewis Hamilton fuera en su búsqueda. Después de un campeonato trepidante durante 20 carreras, Hamilton se proclamó campeón en la penúltima carrera en el Autodromo Nazionale Monza y lo celebró con una segunda plaza en la 21.ª y última prueba.

### 2007
La Temporada 2007 de GP2 Series comenzó en el Circuito Internacional de Baréin el 13 de abril y terminó en el Circuito Ricardo Tormo de Valencia (España) el 30 de septiembre, habiendo un total de 11 Grandes Premios y 21 carreras (11 largas y 10 cortas).
Ganó este campeonato el alemán Timo Glock. Cabe reseñar el hecho que durante esta temporada Javier Villa se convirtió en el primer piloto español de la historia de esta categoría en ganar una carrera, y consiguió la 6.ª posición al final del campeonato, mientras que Pastor Maldonado logró el primer triunfo para un venezolano en esta categoría al obtener el primer lugar en el circuito de Mónaco.
Timo Glock ganó esta temporada seguido de cerca por Lucas di Grassi, el campeonato se decidió en la última ronda, donde Glock se proclamó campeón en un nefasto fin de semana para di Grassi. El campeonato de escuderías se lo adjudicó iSport International.

### 2008
La Temporada 2008 de GP2 Series comenzó en el Circuito de Cataluña, España, el 26 de abril y terminó en el Autodromo Nazionale Monza de Monza (Italia) el 14 de septiembre, habiendo un total de 10 fechas y 20 carreras (10 largas y 10 cortas).
El ganador de esta temporada fue Giorgio Pantano, que ganó una temporada marcada por la igualdad de los pilotos punteros, ya que los cinco primeros pilotos de la clasificación estaban tan solo en 15 puntos de diferencia, concretamente al 2.º y al 5.º de la clasificación lo separáron tan solo 4 puntos. Algo parecido pasó en campeonato de escuderías, que se lo llevó Barwa Campos Team con 8 puntos sobre iSport International y 11 puntos sobre Piquet Sports.

### 2009
La temporada 2009 de GP2 Series es la quinta edición de la competición principal de GP2. El ganador de esta temporada fue Nico Hülkenberg, dominador a partir de la mitad de la misma. A 25 puntos terminó Vitaly Petrov, destacada la actuación de Romain Grosjean, que quedó cuarto a pesar de no disputar la mitad de la temporada al irse a la Fórmula 1.

### 2010
La temporada 2010 de GP2 Series es la sexta edición de la competición principal de GP2. El ganador de esta temporada fue Pastor Maldonado, quien marca este año el récord de mayor número de victorias en una misma temporada con 6, superando a pilotos como Lewis Hamilton, Giorgio Pantano, Nico Rosberg, Timo Glock y Nico Hülkenberg, quienes estuvieron tan solo un año en esta categoría, Pastor Maldonado Se coronó campeón luego de tres años en donde sus resultados no fueron nada buenos de la GP2 Series en el Circuito de Monza, a falta de dos fechas para finalizar la temporada. El mexicano Sergio Pérez fue subcampeón.

### 2011
La temporada 2011 de GP2 Series es la séptima edición de la competición principal de GP2. En la parrilla 2011 destacan pilotos como Romain Grosjean, Giedo van der Garde, Jules Bianchi o el español Dani Clos. Después de un ciclo de 3 años, en esta temporada se introduce un nuevo chasís, el Dallara GP2/11 fabricado por el constructor italiano Dallara. El subministrador del campeonato pasa de Bridgestone a Pirelli para 2011–13, usando los mismos neumáticos que la Fórmula 1. Esta temporada también vería a dos nuevas escuderías, Carlin y Team Air Asia. El 27 de agosto del 2011 Romain Grosjean se convierte en matemáticamente campeón de la GP2 2011 a falta de 3 carreras puntuables por disputarse, con un tercer puesto en la carrera de Bélgica (Spa). Barwa Addax se corona campeona de escuderías.

### 2012
La temporada 2012 empezó en Kuala Lumpur, y tras disputarse doce rondas finalizó en Singapur. A partir de esta temporada se utilizó un nuevo sistema de puntuación, en la primera carrera se dieron 25 puntos al ganador, 18 puntos al segundo, 15 al tercero y 12, 10, 8, 6, 4, 2 y 1 a los pilotos restantes que llegaran en el top 10. Para la segunda carrera se dieron 15 puntos al ganador, 12 y 10 puntos a los acompañantes del ganador en el podio y finalmente 8, 6, 4, 2 y 1 a los cinco restantes pilotos que completaron el top 8. Al piloto que logre la pole position se le darían 4 puntos, mientras que en ambas carreras se darían 2 puntos a los pilotos que logren la vuelta rápida, de entre los diez primeros clasificados. El piloto de la escudería DAMS, Davide Valsecchi ganó el campeonato seguido de Luiz Razia, piloto de Arden International y el mexicano Esteban Gutiérrez, piloto de Lotus GP. DAMS también logró el campeonato de escuderías, seguido de Lotus GP y Arden.

### 2013
La temporada 2013 consto de once rondas, comenzando en Kuala Lumpur y terminando el campeonato en Yas Marina.
En el campeonato de pilotos se impuso el suizo Fabio Leimer de Racing Engineering, seguido de los británicos Sam Bird, de la nueva escudería Russian Time y James Calado, de ART Grand Prix. Russian Time, con Bird y el francés Tom Dillmann ganó el campeonato de escuderías, seguida de Carlin y Racing Engineering.

### 2014
La temporada 2014, comenzó en Sakhir y finalizó en Yas Marina, constando de once rondas.
El piloto de la escudería DAMS, Jolyon Palmer, ganó el campeonato de pilotos, seguido de Stoffel Vandoorne, piloto de ART Grand Prix, y Felipe Nasr de la escudería británica Carlin Motorsport. Palmer junto a Stéphane Richelmi, lograron el campeonato de escuderías para DAMS, la siguieron Carlin y ART Grand Prix.

### 2015
La temporada 2015, al igual que la 2014, también tuvo once rondas, comenzando en Sakhir y finalizando en Yas Marina. En esta temporada se implementó el uso del DRS, utilizando los mismos puntos de detección y activación que en la Fórmula 1, categoría que uso por primera vez el dispositivo.
Tras salir subcampeón la pasada temporada, Stoffel Vandoorne, piloto de ART Grand Prix, ganó el título con un margen de 160 puntos sobre el segundo, Alexander Rossi, piloto de Racing Engineering. El debutante Sergey Sirotkin terminó en tercera posición, participando para la escudería Rapax. ART Grand Prix ganó el campeonato de escuderías sobre Racing Engineering y DAMS.

### 2016
El calendario de rondas de la temporada 2016 fue de once, empezando en Barcelona y finalizando en Yas Marina.
El piloto campeón de esta temporada fue Pierre Gasly, piloto de Prema Racing, tras obtener un margen de solamente ocho puntos sobre su compañero de equipo Antonio Giovinazzi. Al igual que la anterior temporada, Sergey Sirotkin volvió a salir tercero, pero esta vez compitiendo para ART Grand Prix. Después de que sus pilotos lograran un 1-2 en el campeonato de pilotos, Prema Racing ganó el campeonato de escuderías con un margen de 172 puntos sobre Racing Engineering, Russian Time finalizó tercera.
Esta fue la última temporada de la GP2 Series, antes de que la categoría fuera renombrada a Campeonato de Fórmula 2 de la FIA.